# Hu Ko
Hu Ko (胡歌, pinjin: Hu Ge, angolosított művésznevén Hugh Hu, 1982. szeptember 20.–) kínai színész, énekes. A Hsziencsien csi hszia csuan (Xiānjiàn qí xiá chuán) (Chinese Paladin) című televíziós sorozattal lett népszerű, legnagyobb televíziós sikerét pedig a Langja pang (Langya bang) (Nirvana in Fire) jelentette, de játszott számos mozifilmben és komoly színdarabban is. Pályafutása során több rangos televíziós díjjal jutalmazták. A kereskedelmileg legértékesebb kínai színészek között tartják számon. 
2020-ban a Forbes China Top 100 híresség listáján a 24. helyen szerepelt.

## Élete és pályafutása

### Gyermek- és fiatalkora
Sanghajban született, a Shanghai Media Group által működtetett híres Kis Csillagok Előadóművészeti Iskolába járt, az általános- (1989–94) és középiskolát (1994–2001) is Sanghajban végezte; mindkét intézmény az akadémiai szigoráról volt híres.
14 éves korától három évig a Sanghaj TV oktatási csatornáján vezetett műsort, és az egyik helyi rádiónál is volt műsorvezető. Televíziós reklámfilmekben is szerepelt, melyek segítségével anyagi függetlenségre tett szert még az érettségi előtt. 2001-ben két tekintélyes intézménybe, a Központi Színművészeti Egyetemre és a Sanghaji Színművészeti Egyetemre is felvételt nyert, majd az utóbbit választotta, melynek híres a színészi szakja.

### 2002–2006: Kezdetek
Még egyetemre járt, amikor egy ismerőse beajánlotta a Chinese Entertainment Shanghai (ma Tangren Media) ügynökséghez, ahol 2002-ben a Su csien en csou lu (Shū jiàn ēn chóu lù) (书剑恩仇录, The Book and the Sword) című sorozatban szinkronizált. Ezt követően a cég leszerződtette. Számos reklámfilmet követően kisebb szerepet kapott a Csiacsuang mej kancsüe (Jiǎzhuāng méi gǎnjué) (假裝沒感覺, Pretend There's No Feeling) című filmben. Első televíziós szerepét a Pukungjing (Púgōngyīng) (蒲公英, Dandelion) című sorozatban kapta.
Az áttörést a 2005-ös év hozta meg a számára, amikor a Hsziencsien csi hszia csuan (Xiānjiàn qí xiá chuán) (Chinese Paladin) című, videójátékból adaptált sorozat egyik főszerepére választották. A sorozat népszerűségének köszönhetően Hu neve is ismertté vált. A sorozat általa énekelt betétdala, a Liu jüe tö jü (六月的雨, Liù yuè de yǔ) is igen népszerű lett. Ugyanebben az évben a Liao Csaj cse ji (Liáo Zhāi zhì yì) (聊斋志异, Strange Tales of Liao Zhai) című sorozatban is játszott.
A Chinese Paladin sikere nyomán Hu számos hasonló, történelmi jellegű tévésorozatra kapott felkérést. 2006-ban a Tienvaj fej hszien (Tiānwài fēi xiān) (天外飞仙, The Little Fairy) című sorozatban játszott, majd a Saonien Jang csia csiang (Shàonián Yáng jiā jiāng) (少年杨家将, The Young Warriors) című alkotásban. Ezt egy horrorfilm követte Ti liu-ling-ji ko tienhua (Dì liù-líng-yī ge diàn hùa) (第601个电话, The 601st Phone Call), az itt nyújtott teljesítményét dicsérték a kritikusok.
2006 októberében megjelent első középlemeze Csenhszi (Zhēnxī) (珍惜) címmel. Ugyanebben az évben autóbalesetet szenvedett a Hengdian World Studiosból Sanghajba vezető úton, forgatásról hazaindulva. Arcába és nyakába üvegszilánkok fúródtak, száz öltéssel varrták össze a sérüléseit, majd Dél-Koreában és Hongkongban plasztikai műtéttel állították helyre az arcbőrét. Komoly sérülése miatt hosszú ideig nem dolgozhatott. Asszisztense a balesetben életét vesztette.

### 2008–2012: Visszatérés és további sikerek
Ariel Lin oldalán tért vissza a képernyőre a Sö tiao jinghsziung csuan (Shè Diāo Yīng Xióng Zhuàn) (射雕英雄传, The Legend of the Condor Heroes) című sorozat főszereplőjeként 2008-ban. A sorozatot a baleset előtt kezdték forgatni és le kellett állítani a felépülése idejére. Ugyanebben az évben tűzték műsorra a Kím típ (Gim3 dip6) (劍蝶, The Butterfly Lovers) című hongkongi filmjét, melyben partnerei Charlene Choi és Vu Cun (Wú Zūn) voltak. 2008. május 15-én megjelent második lemeze, a Csufa (Chūfā) (出發) és megtartotta első koncertjét is, Sanghajban.
2009-ben a Hsziencsien csi hszia csuan (Xiānjiàn qí xiá chuán) 3 (Chinese Paladin 3) című sorozatban több szereplőt is alakított egyszerre. Magas nézettséggel vetítették és a Szecsuáni Fesztiválon elnyerte a nézettségi hozzájárulásért díjat.
2010-ben a Jackie, a legenda című film alapján készült Senhua (Shénhuà) (神话, The Myth) című sorozatban játszotta a főszerepet. Magas nézettséggel vetítették a sorozatot, tovább növelve Hu népszerűségét. A 2010-es Huating (Huading)-díjkiosztón elnyerte a legjobb színész díját fantasy műfajában, valamint az 1. Kínai Diáktelevíziós Fesztivál legnépszerűbb színészének járó díjat is elvihette.
Ezt követően megpróbálta elkerülni, hogy beskatulyázzák történelmi szerepekbe, ezért modern tematikájú sorozatokban vállalt szerepeket, mint például a Ku kafej (Ku kafei) (苦咖啡, Bitter Coffee, 2011), a Moteng hszin zsenlej (Módēng xīn rénlèi) (摩登新人类, Modern People, 2012) vagy a Vuhsziekocsi cse kaosou zsu lin (Wúxièkějī zhī gāoshǒu rú lín) (无懈可击之高手如林, Unbeatable, 2012). 2012-ben azonban forgatott egy történelmi sorozatot is, Shangri-la (香格里拉) címmel. Szerepelt a 2011-ben készült 1911 című alkotásban, ahol Lin Csüe-min (Lin Jue-min) forradalmárt alakította, amiért a 31. Hundred Flowers Awardson a legjobb új színész díjára jelölték.
2012-ben ismét kosztümös sorozatot vállalt, a videójátékból adaptált Hszüanjüan csien cse tien cse hen (Xuānyuán jiàn zhī tiān zhī hén) (軒轅劍之天之痕, Xuan-Yuan Sword: Scar of Sky) című tévésorozatnak egyben az egyik producere is volt. Alakítása újra elnyerte a Huating (Huading)-díjat a legjobb színész fantasy műfajában kategóriában, valamint a legnépszerűbb színésznek járó elismerést a 4. China TV Drama Awardson. Ugyanebben az évben szerepelt a Chinese Entertainment Shanghai által gyártott Refresh 3+7 című, 10 különálló történetből álló tévéfilmsorozatban, négy történetben volt főszereplő, egy történetnek pedig a forgatókönyvét is ő írta.

### 2013: Színházi kitérő
2013-ban Hu számos színdarabban szerepelt, ő volt az 5. számú páciens Stan Lai Zsu meng cse meng (Rú mèng zhī mèng) (如夢之夢, A Dream Like a Dream) című színművében, mellyel az 1. Vucsen (Wuzhen) Színházfesztivált nyitotték meg. Alakítása számos színikritikust meglepett, pozitív kritikákat kapott. A 2. Denny Awardson elnyerte a legjobb színésznek járó elismerést.
Ezt követően Paj Hszien-jung (Bái Xiānyǒng) Jungjüan tö Jin Hszüe-jen (Yǒngyuǎn de Yǐn Xuě-yàn) (永遠的尹雪豔, Forever Yin Xueyan) című regényéből készült azonos című színműben játszott, melyet sanghaji dialektusban adtak elő. Alakításáért elnyerte a Shanghai Culture Center legnépszerűbb színésze, valamint a BQ magazin Népszerű művészek díjátadójának az év legnépszerűbb színházi színésze díját.

### 2014–2016: Újabb televíziós sikerek
2014-ben a Senghuo csisi lu (Shēnghuó qǐshì lù) (生活启示录, Life Revelations) című modern témájú sorozatban játszott Jen Ni (Yan Ni) oldalán, amiért elnyerte a 9. Seoul International Drama Awards közönségdíját. Ezt egy kosztümös romantikus sorozat, a Feng csung csi jüan (Fēng zhōng qí yuán) (风中奇缘, Sound of the Desert) követte, melyet Tung Hua (Tong Hua) Tamo jao (Dàmò yáo) (大漠谣, Ballad of the Desert) című regénye alapján készítettek. Eredetileg a főszerepet ajánlották fel neki, de inkább egy mellékszereplőt választott, mert az olyan karakter volt, amilyet korábban még nem játszott. Ugyanebben az évben a Szesicsiu zsi: Csi (Sìshíjiǔ rì: Jì) (四十九日·祭; Forty Nine Days: Memorial) címá háborús sorozatban nyújtott alakításáért a Shanghai Television Festivalon a legjobb mellékszereplő díjára jelölték. Három sikeres televíziós sorozattal a háta mögött a China TV Drama Awardson a legnépszerűbb színész díját is megkapta.
2015-ben Hu a Vejcsuang-csö (Wèizhuāng-zhě) (伪装者, The Disguiser) című népszerű kémsorozatban szerepelt, melyet magas nézettséggel vetítettek. Ezt a Langja pang (Langya bang) (琅琊榜, Nirvana in Fire) követte, mely fordulópontot jelentett Hu pályafutásában. A sorozat kereskedelmileg is sikeres volt és a kritikusok tetszését is elnyerte. Alakítását számos díjjal jutalmazták, többek között a Shanghai Television Festival legjobb színésznek járó díjával, valamint  a legjobb színész és a legnépszerűbb színész díjával a China TV Golden Eagle Award díjkiosztón. Ezt követően a Tahao sikuang (Dàhǎo shíguāng) (大好时光, Good Times) című kortárs sorozatban volt látható. Mindhárom sorozata felkerült a kínai médiahatóság az év húsz kiemelkedő televíziós sorozatát tartalmazó listájára.
2016-ban a sport témájú hszüanfeng siji zsen (Xuànfēng shíyī rén) (旋风十一人, Go! Goal! Fighting!) című televíziós sorozatban labdarúgóedzőt alakított. Decemberben visszatért a mozivászonra is, a Na nien hsziatien ni csülö nali (Nà nián xiàtiān nǐ qùle nǎlǐ) (那年夏天你去了哪里, Cherry Returns) című bűnügyi filmben antihős szerepben, őrült gyilkosként volt látható. Ebben az évben a CBN Weekly Kína kereskedelmi szempontból legértékesebb színészeként nevezte meg.

### 2017–: Szünet, majd visszatérés a mozifilmekhez
Hu Ko (Hu Ge) 2015 végén bejelentette, hogy átmenetileg szünetelteti színészi karrierjét és az Egyesült Államokba utazik tanulni. San Franciscóban angol kurzuson vett részt, majd a tekintélyes Tisch School of the Artson folytatta tanulmányait filmszakon. 2017-ben mutatták be korábban forgatott Liecsang (Lièchǎng) (猎场, Game of Hunting) című sorozatát. Alakításáért a Shanghai Television Festivalon a legjobb színész díjára jelölték.

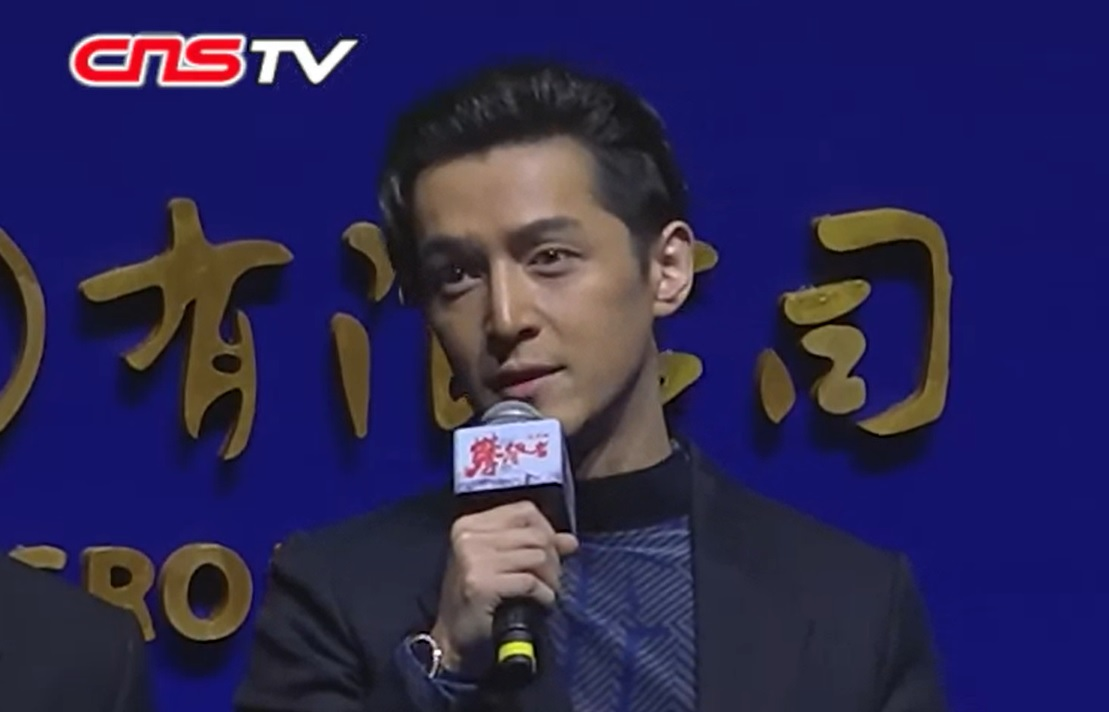
Hu 2019-ben

2018-ban Tiao Ji-nan (Diāo Yìnán) Nanfang csöcsan tö csühuj (Nánfāng chēzhàn de jùhuì) (南方车站的聚会, The Wild Goose Lake) című filmjében volt látható, melyet a 2019-es cannes-i fesztiválon is bemutattak. Ugyanebben az évben vendégszereplő volt a Ni hao, Cse-hua (Nǐ hǎo, Zhīhuá) (你好，之华, Last Letter) című romantikus filmben.
2019-ben a Peter Chan rendezte, Li Na teniszezőnő életéről szóló filmet forgatta. Ugyanebben az évben készült Panteng-csö (Pāndēng-zhě) (攀登者, The Climbers) című kalandfilmje.
2020-ban a Blossoms Shanghai című televíziós sorozatot forgatta, melyet Wong Kar-wai rendezett.

## Filmográfia

### Filmek
| Év   | Angol cím                  | Kínai cím                                                                          | Szerep                         | Megjegyzés              |
| ---- | -------------------------- | ---------------------------------------------------------------------------------- | ------------------------------ | ----------------------- |
| 1999 | The National Anthem        | Kuoko (国歌, Guógē)                                                                | diák                           | statiszta               |
| 2002 | Pretend There's No Feeling | Csiacsuang mej kancsüe (假装没感觉, Jiǎzhuāng méi gǎnjué)                          | Kankan                         |                         |
| 2005 | The Ghost Inside           | Jisenjikuj (疑神疑鬼, Yíshényíguǐ)                                                 | Sen Lang (Shen Lang)           |                         |
| 2006 | The 601st Phone Call       | Ti liu-ling-ji ko tienhua (第601个电话, Dì liù-líng-yī ge diàn hùa)                | Hsziao-ven (Xiaowen)           |                         |
| 2008 | The Butterfly Lovers       | Kím típ (武侠梁祝, Gim3 dip6)                                                      | Má Szing-jan (Maa5 Sing4 Jan1) | hongkongi film          |
| 2011 | 1911                       | Hszinhaj koming (辛亥革命, Xīnhài gémìng)                                          | Lin Csüe-min (Lin Juemin)      |                         |
| 2012 | Diva                       | Hulaj csehou (华丽之后, Huálì zhīhòu)                                              | Hu Ming                        | [ 76 ]                  |
| 2014 | Just Another Margin        | Tahua tienhszien (大话天仙, Dàhuà tiānxiān)                                        | A Fekete Császár követe        | cameo                   |
| 2016 | Cherry Returns             | Na nien hsziatien ni csülö nali (那年夏天你去了哪里, Nà nián xiàtiān nǐ qùle nǎlǐ) | Jüan Csü (Yuan Ju)             |                         |
| 2018 | Last Letter                | Ni hao, Cse-hua (你好，之华, Nǐ hǎo, Zhīhuá)                                       | Csang Csao (Zhang Chao)        |                         |
| 2019 | The Wild Goose Lake        | Nanfang csöcsan tö csühuj (南方车站的聚会, Nánfāng chēzhàn de jùhuì)               | Csou Cö-nung (Zhou Zenong)     |                         |
| 2019 | The Climbers               | Panteng-csö (攀登者, Pāndēng-zhě)                                                  | Jang Kuang (Yang Guang)        |                         |
|      | Li Na                      | Li Na csuan (李娜传, Lǐ Nà chuán)                                                  | Csiang San (Jiang Shan)        | még nincs kiadási dátum |
|      | A Touch of Warm            | Hszünlu (驯鹿, Xùnlù)                                                              |                                | még nincs kiadási dátum |

### Televíziós sorozatok
| Év   | Angol cím                       | Kínai cím                                                                          | Szerep                                                                                           | Csatorna                | Megjegyzés                                |
| ---- | ------------------------------- | ---------------------------------------------------------------------------------- | ------------------------------------------------------------------------------------------------ | ----------------------- | ----------------------------------------- |
| 2004 | Dandelion                       | Pukungjing (蒲公英, Púgōngyīng)                                                    | Cseng Hao (Cheng Hao)                                                                            | Hubei TV                |                                           |
| 2005 | Chinese Paladin                 | Hsziencsien csi hszia csuan (仙剑奇侠传, Xiānjiàn qí xiá chuán)                    | Li Hsziao-jao (Li Xiaoyao)                                                                       | CTS                     |                                           |
| 2005 | Strange Tales of Liao Zhai      | Liao Csaj cse ji (聊斋志异, Liáo Zhāi zhì yì)                                      | Ning Caj-csen (Ning Caichen)                                                                     | Guangdong Channel       |                                           |
| 2006 | The Little Fairy                | Tienvaj fej hszien (天外飞仙, Tiānwài fēi xiān)                                    | Tung Jung (Dong Yong)                                                                            | CTV                     |                                           |
| 2006 | Till Death Do Us Apart          | Pie aj vo (别爱我, Bié ài wǒ)                                                      | Hszü Feng (Xu Feng)                                                                              | Hangzhou Channel        | [ 79 ]                                    |
| 2006 | The Young Warriors              | Saonien Jang csia csiang (少年杨家将, Shàonián Yáng jiā jiāng)                     | Jang Jen-csao (Yang Yanzhao)                                                                     |                         |                                           |
| 2008 | The Legend of the Condor Heroes | Sö tiao jinghsziung csuan (射雕英雄传, Shè Diāo Yīng Xióng Zhuàn)                  | Kuo Csing (Guo Jing)                                                                             | Xiamen TV               |                                           |
| 2009 | Chinese Paladin 3               | Hsziencsien csi hszia csuan 3 (仙剑奇侠传三, Xiānjiàn qí xiá chuán 3)              | Csing Tien / Fej-peng / Lung Jang / Li Hsziao-jao (Jing Tian / Feipeng / Long Yang / Li Xiaoyao) | Taizhou Channel         |                                           |
| 2010 | The Myth                        | Senhua (神话, Shénhuà)                                                             | Ji Hsziao-csuan (Yi Xiaochuan) / Meng Ji (Meng Yi)                                               | CCTV                    |                                           |
| 2010 | Bitter Coffee                   | Ku kafej (苦咖啡, Ku kafei)                                                        | Csen Cung (Chen Cong)                                                                            | Hubei TV                | [ 80 ]                                    |
| 2011 | Shangri-La                      | Hsziangkolila (香格里拉, Xiānggélǐlā)                                              | Csa-hszi Tun-csu (Zhaxi Dunzhu)                                                                  | CCTV                    |                                           |
| 2011 | Unbeatable                      | Vuhsziekocsi cse kaosou zsu lin (无懈可击之高手如林, Wúxièkějī zhī gāoshǒu rú lín) | Hszü Zsan (Xu Ran)                                                                               | SETV                    | [ 81 ]                                    |
| 2011 | Modern People                   | Moteng hszin zsenlej (摩登新人类, Módēng xīn rénlèi)                               | Hszie Fej-fan (Xie Feifan)                                                                       | TVS                     | [ 82 ]                                    |
| 2012 | Xuan-Yuan Sword: Scar of Sky    | Hszüanjüan csien cse tien cse hen (轩辕剑之天之痕, Xuānyuán jiàn zhī tiān zhī hén) | Jü-ven Tuo (Yuwen Tuo)                                                                           | Hunan TV                | producer is                               |
| 2012 | Refresh 3+7                     | Suahszin 3+7 (刷新3+7, Shuāxīn 3+7)                                                | Csen Csie / Luo Jüe-zsan / Er csu-ce (Chen Jie / Luo Yueran / Er Zhuzi) / rendőr                 | Dragon TV               | forgatókönyvíró is (Lights from the City) |
| 2014 | iPartment 4                     | Ajcsing kungjü 4 (爱情公寓4, Àiqíng gōngyù 4)                                      | Ti Nuo (Di Nuo)                                                                                  | Anhui TV, Dragon TV     | cameo                                     |
| 2014 | Life Revelations                | Senghuo csisi lu (生活启示录, Shēnghuó qǐshì lù)                                   | Pao Csia-ming (Bao Jiaming)                                                                      |                         |                                           |
| 2014 | Sound of the Desert             | Feng csung csi jüan (风中传奇, Fēng zhōng qí yuán)                                 | Mo Hszün (Mo Xun)                                                                                | Hunan TV                |                                           |
| 2014 | Forty Nine Days: Memorial       | Szesicsiu zsi: Csi (四十九日·祭, Sìshíjiǔ rì: Jì)                                  | Taj Tao (Dai Tao)                                                                                | Hunan TV                | Anhui TV                                  |
| 2015 | The Disguiser                   | Vejcsuang-csö (伪装者, Wèizhuāng-zhě)                                              | Ming Taj (Ming Tai)                                                                              | Hunan TV                |                                           |
| 2015 | Nirvana in Fire                 | Langja pang (琅琊榜, Langya bang)                                                  | Mej Csang-szu / Szu Csö / Lin Su (Mei Changsu / Su Zhe / Lin Shu )                               | Beijing TV, Dragon TV   |                                           |
| 2015 | Good Times                      | Tahao sikuang (大好时光, Dàhǎo shíguāng)                                           | Jüan Hao (Yuan Hao)                                                                              | Dragon TV               |                                           |
| 2016 | Go! Goal! Fighting!             | hszüanfeng siji zsen (旋风十一人, Xuànfēng shíyī rén)                              | Mu csi (Mu Qi)                                                                                   | Dragon TV               |                                           |
| 2017 | Surgeons                        | Vajko fengjün (外科风云, Wàikē fēngyún)                                            | Hu Ko (Hu Ge)                                                                                    | Beijing TV, Zhejiang TV | cameo                                     |
| 2017 | Game of Hunting                 | Liecsang (猎场, Lièchǎng)                                                          | Cseng Csiu-tung (Zheng Qiudong)                                                                  | Hunan TV                |                                           |
| 2021 | Blossoms Shanghai               | Fanhua (繁花, Fánhuā)                                                              | A Pao (A Bao)                                                                                    | Dragon TV               |                                           |

## Színházi szerepei
| Év   | Angol cím          | Kínai cím                                                         | Szerep                       | Megjegyzés                                |
| ---- | ------------------ | ----------------------------------------------------------------- | ---------------------------- | ----------------------------------------- |
| 2013 | Dream Like a Dream | Zsu meng cse meng (如梦之梦, Rú mèng zhī mèng)                    | 5. számú beteg               | 2013 óta minden évben szerepel a darabban |
| 2013 | Forever Yin Xueyan | Jungjüan tö Jin Hszüe-jen (永远的尹雪艳, Yǒngyuǎn de Yǐn Xuě-yàn) | Hszü Csuang-tu (Xu Zhuangtu) |                                           |

## Diszkográfia

### Albumok
| Év   | Angol cím | Kínai cím                 | Megjegyzés |
| ---- | --------- | ------------------------- | ---------- |
| 2006 | Treasure  | Csenhszi (珍惜, Zhēnxī)   | EP         |
| 2008 | Start     | Csufa (出发, Chūfā)       |            |
| 2010 | Blue Ray  | Lankuang (蓝光, Lánguāng) | [ 85 ]     |

## Díjai és jelölései
| Év             | Díj                              | Kategória                  | Jelölés                        | Eredmény | Hiv.   |
| -------------- | -------------------------------- | -------------------------- | ------------------------------ | -------- | ------ |
| Jelentős díjak |                                  |                            |                                |          |        |
| 2011           | 31. Hundred Flowers Awards       | Legjobb új színész         | 1911                           | Jelölve  | [ 37 ] |
| 2015           | 21. Shanghai Television Festival | Legjobb mellékszereplő     | Forty Nine Days: Memorial      | Jelölve  | [ 52 ] |
| 2015           | 30. Repülő Apszara-díjkiosztó    | Legjobb színész            | The Disguiser, Nirvana in Fire | Jelölve  | [ 86 ] |
| 2015           | 22. Shanghai Television Festival | Legjobb televíziós színész | Nirvana in Fire                | Elnyerte | [ 58 ] |
| 2016           | 28. Golden Eagle Awards          | Legjobb színész            | Nirvana in Fire                | Elnyerte | [ 59 ] |
| 2016           | 28. Golden Eagle Awards          | Legnépszerűbb színész      | Nirvana in Fire                | Elnyerte | [ 59 ] |
| 2018           | 24. Shanghai Television Festival | Legjobb színész            | Game of Hunting                | Jelölve  | [ 68 ] |

## Fordítás
- Ez a szócikk részben vagy egészben  a   Hu Ge című angol Wikipédia-szócikk ezen változatának fordításán alapul.  Az eredeti cikk szerkesztőit annak laptörténete sorolja fel. Ez a jelzés csupán a megfogalmazás eredetét és a szerzői jogokat jelzi, nem szolgál a cikkben szereplő információk forrásmegjelöléseként.